# ローラン・シマン
ローラン・シマン（Laurent Ciman, 1985年8月5日 - ）は、ベルギー・エノー州ファルシエンヌ出身の元サッカー選手。現役時代のポジションはセンターバックおよび右サイドバック。

## 経歴

### クラブ
地元の様々なクラブの下部組織を渡り歩いた後、2004年にシャルルロワSCの下部組織から同クラブのトップチームへ昇格し、ジャッキー・マタイセン監督の下でプロデビューを飾った。昇格してからすぐさま才能を見せつけ、クラブの希望と認識されていたが、そのような状況下にあった2005年7月9日のUEFAインタートトカップのタンペレ・ユナイテッド戦後に大麻の陽性反応が出たため、半年の出場停止が言い渡された。出場停止明け後もマタイセン監督の下で定期的に起用され、2006-07シーズン終了時にはベルギー代表に初招集される程に順調であり、フィリップ・ヴァンデ・ヴァーレ新監督の下でも同様だった。しかし、2007年12月にティエリ・シケ (en) 監督が就任すると、途中出場が増え、また、センターバックから右サイドバックへと起用されていった。
かつて指導を受けたマタイセン監督の誘いにより、2008年6月14日にブライアン・プリスケの後釜としてクラブ・ブルッヘと3年契約を締結する。ブルッヘでは、なかなかチームに馴染めずに何度か試合中に失態を見せたことから、2008-09シーズン終了後に就任したアドリー・コスター新監督の構想外となり、2009年8月21日に同僚のブレヒト・カポンとグレン・ヴェルバウヘーデと共に同1部のKVコルトレイクへ2009-10シーズン終了まで貸し出されることとなった。コルトレイクではジョルジュ・レーケンス監督の下でブルッヘ時代とは一転して好調なプレーを見せ、多くの出場機会を得て満足なシーズンを送った。しかし、シーズン終了後にブルッヘに復帰するも、チームはシマンを留めることを望まなかったため、2010年6月16日にマルコス・カモザットと交換のような形でスタンダール・リエージュと4年契約を締結した。
スタンダールでは、加入してすぐさま右サイドバックやセンターバックで安定した守備を見せて活躍をし、決勝戦に出場することはなかったが、自身初タイトルとなる国内カップを獲得した。その後も守備陣の主軸としてプレーし、2013年9月13日に契約を2017年まで延長した。
2015年1月22日、自閉症を患う娘の治療のためメジャーリーグサッカーのモントリオール・インパクトへ移籍した。
2018年8月28日、ディジョンFCOに移籍した。
2018年12月27日、トロントFCに移籍した。

### 代表
U-21代表としては、UEFA U-21欧州選手権2007でローガン・バイリー、トーマス・フェルメーレンらと準決勝進出にして翌年の北京オリンピック出場権獲得に貢献する。そのまま、オリンピックの一員に選出されると、準決勝のU-23ナイジェリア戦 (1-4) に75分から出場し、88分にチーム唯一となる得点を挙げた。続く、銅メダルを懸けたU-23ブラジルとの3位決定戦には出場することはなく、チームも0-3で敗退した。
2008年のレネ・ヴァンデレイケン時代には定期的にA代表に招集されるものの出場機会が訪れなかったが、コルトレイク時代の恩師レーケンス監督が就任すると、2010年5月11日に招集され、5月19日のブルガリアとの親善試合でトビー・アルデルヴァイレルトに代わって64分から初出場を飾った。2016年6月5日のノルウェーとの親善試合で代表初得点となる決勝ゴールを挙げた。

## 代表歴

### 出場大会
- ベルギー代表
  - 2014 FIFAワールドカップ

### 試合数
- 国際Aマッチ 19試合 1得点（2010年-2018年）[11]

| ベルギー代表 | 国際Aマッチ | 国際Aマッチ |
| 年           | 出場        | 得点        |
| ------------ | ----------- | ----------- |
| 2010         | 2           | 0           |
| 2011         | 6           | 0           |
| 2012         | 0           | 0           |
| 2013         | 0           | 0           |
| 2014         | 0           | 0           |
| 2015         | 0           | 0           |
| 2016         | 7           | 1           |
| 2017         | 3           | 0           |
| 2018         | 1           | 0           |
| 通算         | 19          | 1           |

## タイトル
クラブ
スタンダール・リエージュ
- ベルギーカップ : 2010-11

トロントFC
- イースタン・カンファレンス : 2019